# Відкрита освіта
Відкрита освіта — це складна соціальна система, здатна до швидкого реагування у зв'язку з мінливими соціально-економічними ситуаціями, індивідуальними та груповими освітніми потребами і запитами. Вона базується на світоглядних і методологічних засадах відкритості та безперервності процесу пізнання.

## Ідея
При розробці ідеї відкритої освіти необхідно говорити не про розробку іншого педагогічного змісту, а про використання іншого методологічного підходу до самої його розробки. Основу освітнього процесу у відкритій освіті складає цілеспрямована, контрольована, інтенсивна самостійна робота учнів, які можуть вчитися в зручному для себе місці, за індивідуальним розкладом, маючи при собі комплект спеціальних засобів навчання і погоджену можливість контакту з викладачем, а також контактів між собою. Метою відкритої освіти є підготовка
учнів до повноцінної і ефективної участі у громадській та професійній діяльності в умовах інформаційного та телекомунікаційного суспільства.

## Особливості
1. Використання спеціалізованих технологій і засобів навчання — застосування комп'ютерів, мережевих засобів, мультимедійних технологій,
спеціального програмного забезпечення для підготовки навчальних курсів і
навчання студентів.
2. Тестовий контроль якості знань — використання тестових систем на
базі інформаційних технологій.
3. Економічна ефективність — поліпшення співвідношення досягнутого
результату до витрат часу, грошей і інших ресурсів на його досягнення, за
порівнянні з традиційними формами навчання.
4. Гнучкість — можливість навчатися в зручний час, у зручному місці і в
зручному темпі.
5. Модульність — можливість формування індивідуального навчального
плану, що відповідає особистим потребам, з набору незалежних навчальних
курсів.
6. Паралельність — можливість навчання при поєднанні з основною
професійною діяльністю.
7. Асинхронність — реалізація технології навчання за зручним для
кожного учня розкладом.
8. Нова роль викладача — покладання на нього функції
координування пізнавального процесу, коректування змісту
дисципліни, консультації при складанні індивідуального навчального плану,
керівництво навчальними проектами за допомогою інформаційних та
телекомунікаційних технологій.
9. Нова роль тих, хто навчається — підвищення вимог до самоорганізації,
вмотивованості, навичкам самостійної роботи та працьовитості.
10. Впровадження інформаційних і телекомунікаційних технологій в
навчання.
11. Інтернаціональність — можливість експорту та імпорту
освітніх послуг.
Концепції відкритої освіти можуть бути покладені в основу
формування єдиного відкритого освітнього простору на основі
дистанційного навчання.